# Dark Claw
Dark Claw is een superheld/vigilante uit de strips van Amalgam Comics. Hij is een combinatie van Marvel Comics' Wolverine en DC Comics' Batman. Hij maakte zijn debuut in Legends of the Dark Claw #1 (1996). Hij is een van de meest populaire personages van Amalgam Comics.

## Biografie
Toen hij 5 jaar oud was, zag Logan Wayne hoe zijn ouders voor zijn ogen werden vermoord door een straatrover. Hij werd vervolgens in huis genomen door zijn oom, die in Canada woonde. Het noodlot achtervolgde Logan blijkbaar, want zijn oom werd ook vermoord; ditmaal door stropers. Logan zelf belandde in een huis gerund door nonnen. Toen hij volwassen was, ging hij bij Royal Canadian Air Force, waar hij Creed H. Quinn leerde kennen.
Zowel Logan als Creed werden gebruikt als testpersonen voor het project Weapon X, een Canadese versie van het programma dat Super-Soldier had gemaakt. Hier ontdekte Logan dat hij een tot dusver verborgen superkracht had die zich eindelijk begon te ontwikkelen. Hij kon razendsnel genezen, en had bovenmenselijke zintuigen. Zijn snelle genezing maakte hem geschikt voor een experiment waarbij zijn heel skelet werd bedekt met een laagje adamantium. Tevens kreeg hij aan elke hand drie intrekbare klauwen.
Het Weapon X project faalde. Logan werd weliswaar een sterke supersoldaat, maar hij beschikte nog over een geweten en weigerde zomaar anderen te doden. Creed werd wel een meedogenloze vechter, maar draaide door het proces geheel door en werd de mentaal gestoorde schurk Hyena. Door deze mislukking werd het project gestaakt. Logan besloot om met zijn nieuwe krachten een held te worden zodat hij de dood van zijn ouders kon wreken. Hij reisde jarenlang over de wereld om de nodige kennis en ervaring op te doen voor zijn toekomstplannen. Hij werd getraind in criminologie, forensisch onderzoek, vechtsporten en acrobatiek. Hij leerde alle 127 hoofdvormen van vechtkunst, en ging in de leer bij een groep ninjas.
Uiteindelijk keerde hij terug naar zijn geboortestad, New Gotham, City (een combinatie van New York en Gotham City). Daar ontdekte hij dat zijn ouders hem het familiefortuin hadden nagelaten. Met dit geld schafte hij de nodige high-tech hulpmiddelen aan, en werd de held Dark Claw.
Als Dark Claw kreeg hij later een partner in de vorm van Sparrow. Zijn voornaamste vijand was zijn oude collega Creed, die nu bekendstond als Hyena.

## Vijanden
- Bloodcrow (Marvels Bloodscream en DC's Scarecrow)
- Cybercroc (DC's Killer Croc en Marvels Cyber)
- Two-Faced Goblin (Marvels Green Goblin en DC's Two-Face)
- Hyena (Marvels Sabretooth en DC's Joker)
- Lady Talia (Marvels Lady Deathstrike en DC's Talia al Ghul)
- Omega Beast (Marvels Omega Red en DC's KGBeast)
- Ra's-A-Pocalypse (DC's Ra's al Ghul en Marvels Apocalypse)
- Scarecrow (Marvels Scarecrow en DC's Scarecrow)
- Spiral Harley (Marvels Spiral en DC's Harley Quinn)

## Krachten en vaardigheden
Net als Wolverine is Dark Claw een mutant met meerdere superkrachten. Hij kan razendsnel genezen. Zijn genezende kracht maakt hem immuun voor de meeste giffen en ziektes. Hij kan zelfs gehele organen terug laten groeien. Verder is hij sterker dan de gemiddelde mens en heeft zeer scherpe zintuigen. Tevens is zijn skelet bedekt met een laagje Adamantium, en heeft hij drie Adamantiumklauwen aan beide handen.
Net als Batman is Dark Claw een genie, die vele high-tech Gadgets heeft ontwikkeld voor zichzelf. Tevens is hij een meester detective, vechter, boeienkoning en strateeg. Hij staat bekend als een van ’s werelds grootste wetenschappers en criminologen.